# Bóng đá tại Đại hội Thể thao Đông Nam Á 1979
Giải bóng đá tại Đại hội Thể thao Đông Nam Á 1979 diễn ra từ ngày 22 đến ngày 30 tháng 9 năm 1979 tại Jakarta, Indonesia.

## Địa điểm thi đấu
- Sân vận động Gelora Bung Karno, Jakarta, Indonesia.

## Các đội tuyển tham dự
- Miến Điện
- Indonesia
- Malaysia
- Singapore
- Thái Lan

## Giải đấu
Năm đội tuyển thi đấu vòng tròn 1 lượt. Chọn 2 đội xếp đầu vào chung kết.

### Thi đấu vòng tròn
|  | Đội bóng vào chơi trận chung kết |

| Đội       | ST | T | H | B | BT | BB | HS | Đ |
| --------- | -- | - | - | - | -- | -- | -- | - |
| Malaysia  | 4  | 2 | 2 | 0 | 3  | 0  | +3 | 6 |
| Indonesia | 4  | 2 | 1 | 1 | 6  | 4  | +2 | 5 |
| Thái Lan  | 4  | 2 | 1 | 1 | 6  | 4  | +2 | 5 |
| Singapore | 4  | 1 | 1 | 2 | 4  | 8  | −4 | 3 |
| Miến Điện | 4  | 0 | 1 | 3 | 2  | 5  | −3 | 1 |

| Indonesia                                         | 3–0 | Singapore |
| ------------------------------------------------- | --- | --------- |
| Iswadi Idris 52' · Risdianto 64' · Rully Nere 80' |     |           |

| Thái Lan                  | 1–0 | Miến Điện |
| ------------------------- | --- | --------- |
| Manus Ratanatisoi (ph.đ.) |     |           |

| Singapore | 0–2 | Malaysia                         |
| --------- | --- | -------------------------------- |
|           |     | James Wong 76' · Hassan Sani 84' |

| Indonesia         | 1–3 | Thái Lan                               |
| ----------------- | --- | -------------------------------------- |
| Dede Sulaeman 24' |     | Chuayboonchum 48', 72' · Sittiporn 58' |

| Malaysia | 0–0 | Miến Điện |
| -------- | --- | --------- |
|          |     |           |

| Singapore                              | 2–2 | Thái Lan                      |
| -------------------------------------- | --- | ----------------------------- |
| Arshad Khamis 21' · Wong Kwok Choy 43' |     | Napatalung 5' · Tingstati 89' |

| Miến Điện     | 1–2 | Singapore               |
| ------------- | --- | ----------------------- |
| Aye Maung 26' |     | Wong Kwok Choy 32', 88' |

| Indonesia | 0–0 | Malaysia |
| --------- | --- | -------- |
|           |     |          |

| Malaysia | 1–0 | Thái Lan |
| -------- | --- | -------- |
|          |     |          |

| Indonesia                        | 2–1 | Miến Điện    |
| -------------------------------- | --- | ------------ |
| Risdianto 29' · Iswadi Idris 57' |     | Than Win 12' |

Kết thúc vòng đấu bảng, do Indonesia và Thái Lan bằng điểm nhau và có cùng chỉ số phụ. Một trận đấu loại trực tiếp giữa hai đội đã được tổ chức để xác định đội nhì bảng giành quyền vào đấu trận chung kết với Malaysia.
| Indonesia                             | 0–0 | Thái Lan                              |
| ------------------------------------- | --- | ------------------------------------- |
|                                       |     |                                       |
| Loạt sút luân lưu                     |     |                                       |
| Iswadi Idris · Tutuarima · Joko Malis | 3–1 | Napatalung · Daoyod Dara · Eowchareon |

### Tranh huy chương vàng
| Indonesia | 0–1 | Malaysia           |
| --------- | --- | ------------------ |
|           |     | Mokhtar Dahari 21' |

## Nhà vô địch
| Vô địch Bóng đá nam SEA Games 1979 Malaysia Lần thứ ba |

## Bảng xếp hạng chung cuộc
| VT | Đội           | ST | T | H | B | BT | BB | HS | Đ | Kết quả cuối cùng |
| -- | ------------- | -- | - | - | - | -- | -- | -- | - | ----------------- |
| 1  | Malaysia      | 5  | 3 | 2 | 0 | 4  | 0  | +4 | 8 | Huy chương vàng   |
| 2  | Indonesia (H) | 6  | 2 | 2 | 2 | 6  | 5  | +1 | 6 | Huy chương bạc    |
| 3  | Thái Lan      | 5  | 2 | 2 | 1 | 6  | 4  | +2 | 6 | Huy chương đồng   |
| 4  | Singapore     | 4  | 1 | 1 | 2 | 4  | 8  | −4 | 3 |                   |
| 5  | Miến Điện     | 4  | 0 | 1 | 3 | 2  | 5  | −3 | 1 |                   |

## Bảng huy chương
| Vàng | Bạc | Đồng |
| --- | --- | --- |
| Malaysia | Indonesia | Thái Lan |
| TM R. Arumugam TM Hamid Ramli HV Soh Chin Aun HV Santokh Singh HV Jamal Nasir HV Wan Jamak Wan Hassan HV G. Torayraju HV Davendran TV Abdullah Ali TV Yahya Jusoh TV Shukor Salleh TV Mohammed Bakar TV Khalid Ali TV Bakri Ibni TV Hassan Yahya TĐ Hassan Sani TĐ James Wong TĐ Abdah Alif TĐ Mokhtar Dahari TĐ Isa Bakar | TM Haryanto TM Poerwono HV Simson Rumahpasal HV Berti Tutuarima HV Wayan Diana HV Ronny Pattinasarany HV Ishak Liza HV Rae Bawa TV Tinus Heipon TV Wahyu Hidayat TV Rudy W. Keltjes TV Rully Nere TV Iswadi Idris TV Ghusnul Yakin TĐ Effendi Marico TĐ Risdianto TĐ Dede Sulaeman TĐ Djoko Malis | TM Charchai Kanari TM Nawee Sookying HV Pitak Silprasit HV Manus Ratanatisoi HV Prapan Premsri HV Wisoot Wichaya Pakasit Suwananond Juta Tingpat Chamreon Kamnil TV Jesdaporn Napathalung MF Amnart Chalermchavalit TV Niwat Srisawat Boonlert Eowachareaon TV Vorawan Chitavanich TĐ Somchai Chuayboonchum TĐ Daoyod Dara TĐ Cherdsak Chaiyabutr |